# Международный аэропорт Майя-Майя
Международный аэропорт Майя-Майя (фр. Aéroport international Maya-Maya; (ИАТА: BZV, ИКАО: FCBB)) — международный аэропорт Браззавиля, столицы Республики Конго.

## Характеристики
В 2010 году были открыты новая взлётно-посадочная полоса длиной 3300 метров и новый терминал с тремя телетрапами, способными принимать широкофюзеляжные самолёты, такие как Airbus A380 и Boeing 747-400. Старая взлётно-посадочная полоса была отремонтирована и теперь используется как рулёжная дорожка. Вторая фаза проекта была завершена в 2013 году, строительство которого стоимостью 160 миллионов долларов было осуществлено китайской строительной фирмой Weihai International Economic & Technical Cooperative Co., Ltd.

## Статистика
Данные из запроса в Викиданные.

## Авиакатастрофы и происшествия
- 19 сентября 1989 г. самолёт McDonnell Douglas DC-10-30 авиакомпании UTA[11], выполнявший рейс по маршруту Браззавиль-Нджамена-Париж, взорвался через 46 минут после взлёта из Нджамены, в результате чего самолёт упал в пустыне в Нигере. Все 156 пассажиров и 14 членов экипажа, находившиеся на борту погибли[12][13]. В течение 20 лет этот инцидент оставался самой крупнейшей авиакатастрофой с участием французского авиалайнера по количеству жертв. По состоянию на июнь 2009 года он занял второе место после Рейса 447 Air France.
- 23 ноября 1996 г. Угонщики вынудили Рейс 961 Ethiopian Airlines, следовавший из Аддис-Абебы в Абиджан через множество остановок (включая Браззавиль), приводниться в Индийском океане.
- 26 августа 2009 г. при заходе на посадку разбился самолёт Ан-12 компании «Аэро-Лада». Рейс вылетел из аэропорта Пуэнт-Нуара. Погибли пять украинских членов экипажа и один конголезский пассажир[14].
- 30 ноября 2012 г. самолёт Ил-76Т авиакомпании Aéro-Service (первоначально ошибочно приписанный Trans Air Congo[15]), выполнявший грузовой рейс из Пуэнт-Нуара в Браззавиль, потерпел крушение при посадке у взлётно-посадочной полосы 5L аэропорта в жилом районе[16]. Все шесть членов экипажа, один офицер полиции на борту самолёта и 26 человек на земле погибли, 14 человек на земле получили ранения[15].